# Agriocnemis pygmaea
Agriocnemis pygmaea – gatunek ważki z rodziny łątkowatych (Coenagrionidae). Występuje w południowo-zachodniej, środkowej, południowej i południowo-wschodniej Azji, północnej i wschodniej Australii oraz na Wyspach Salomona.